# 国分運動公園
国分運動公園（こくぶうんどうこうえん）は、鹿児島県霧島市にある運動公園である。施設は霧島市が所有し、株式会社エルグ・テクノが指定管理者として運営管理を行っている。

## 概要
霧島市立の運動公園である。日本プロサッカーリーグ（Jリーグ）に加盟する京都サンガF.C.、サンフレッチェ広島及び鹿児島ユナイテッドFC、Kリーグ所属のFCソウルなどが春季キャンプを当公園内で行っている他、女子サッカーチームのジュ ブリーレ 鹿児島などの公式戦も開催されている。
2023年に鹿児島県で開催される特別国民体育大会（燃ゆる感動かごしま国体）のサッカー競技の会場となった。またプレ大会として開催された第55回全国社会人サッカー選手権大会では、決勝戦などが行われた。

## 施設
- 体育館
  - アリーナ
    - バスケットボールコート（2面）[2]
    - バレーボールコート（4面）[2]
    - バドミントンコート（6面）[2]

  - 収容人員：4,000人[2]

- 陸上競技場
  - 日本陸上競技連盟第3種公認競技場[2]
  - トラック　400m×8レーン[2]

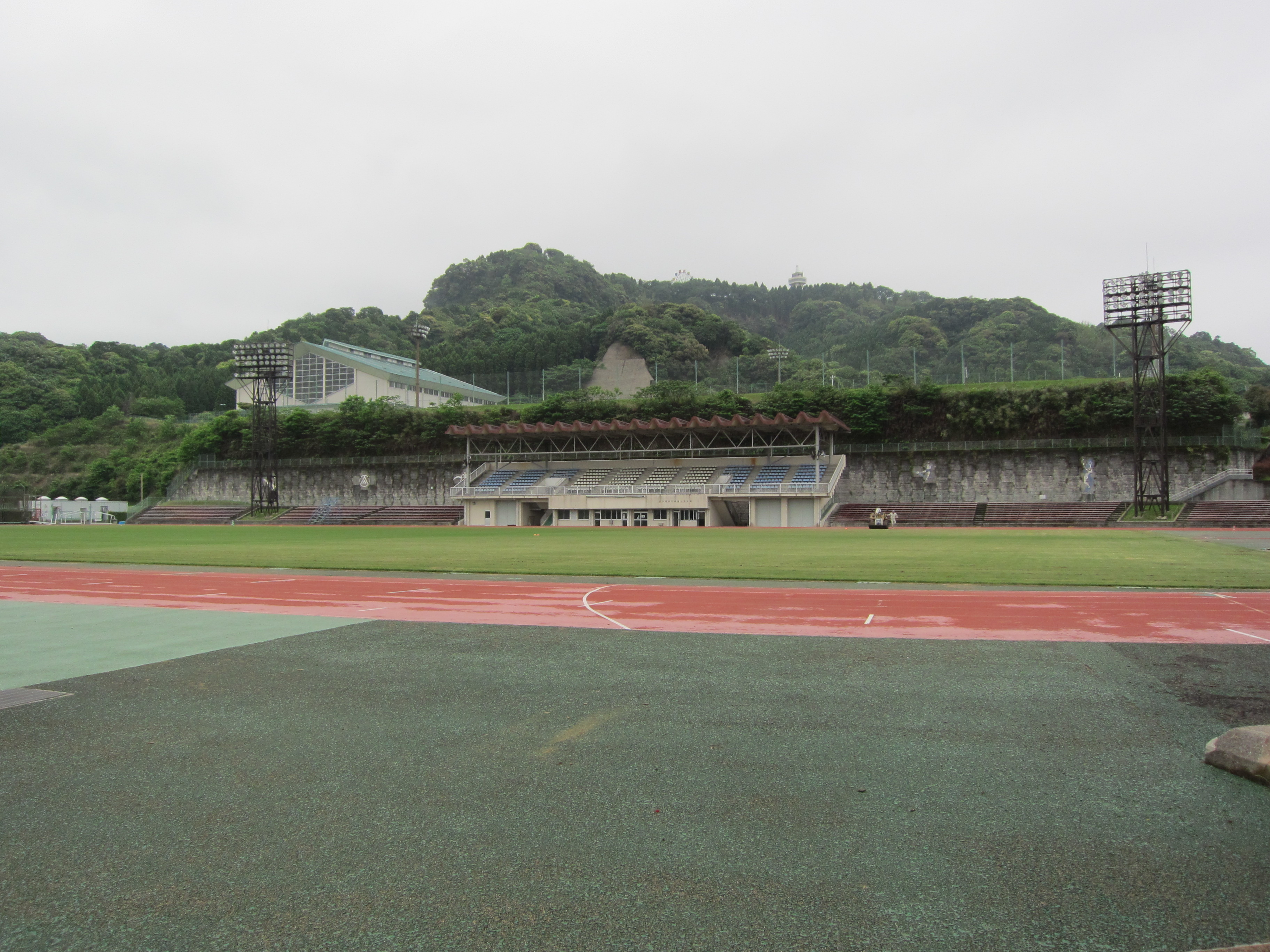
メインスタンドを見る

  - フィールド：7,688m2（天然芝）[2]
  - ピッチサイズ：105m×68m
  - 夜間照明：6基
  - スタンド：6,500席（メインスタンド2,000席、バックスタンド3,500席、サイドスタンド1,000席）[2]

- 野球場（国分球場）
  - 両翼：99m[2]、センター：122m[2]
  - 客席　6,000人（内野：3,000人、外野：3,000人）[2]

- 庭球場
  - コート数：6面（内、夜間照明設備4面）[2]
  - コート：砂入り人工芝[2]

- 多目的広場
  - サッカー・ラグビーフィールド1面：天然芝[2]
  - ピッチサイズ：120m×90m
  - 夜間照明：3基
  - スタンド：1,820人[2]

- 多目的屋内運動場
  - テニス2面[2]

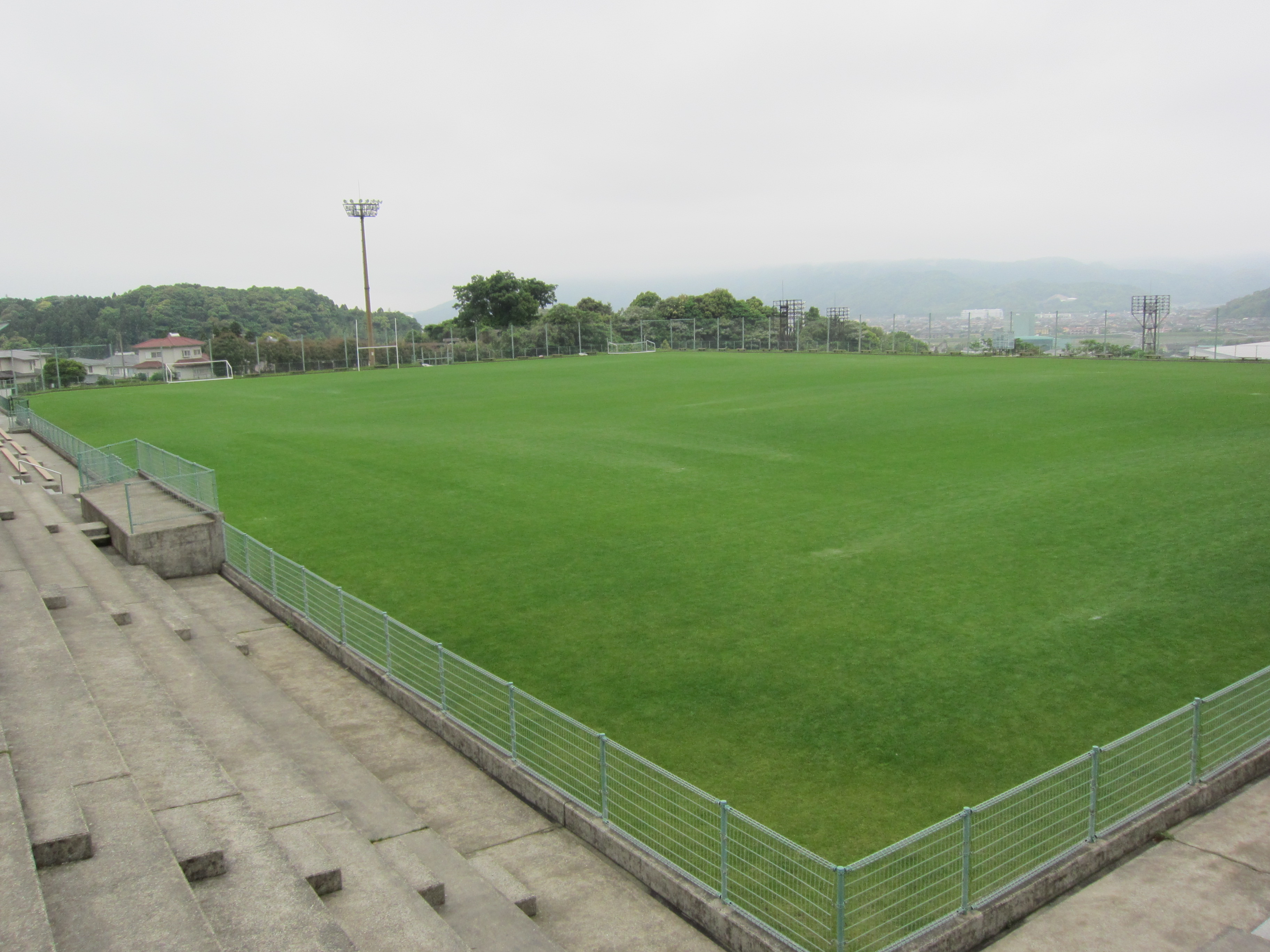
ピッチを見る

  - 人工芝コート：2,270m2[2]
  - コート：砂入り人工芝[2]

- その他
  - 相撲場
  - 弓道場、他

## アクセス
- バス
  - JR日豊本線・国分駅より鹿児島交通「国分企業所」「いわさきホテル」行で「大学前」下車、徒歩10分[1]

- 自動車
  - JR日豊本線・国分駅より5分[1][4]
  - 東九州自動車道・国分インターチェンジより10分 [1][4]
  - 九州自動車道・溝辺鹿児島空港インターチェンジより20分[1][4]